# Pont Roche
Le Pont Roche, ou vieux pont de pierres, est un pont en pierres de taille enjambant la rivière Roxelane à l'extrémité nord de la rue Victor-Hugo à Saint-Pierre, en Martinique, et datant de 1766,. C'est le plus vieux pont de la Martinique.

## Histoire
La Roxelane, qui sépare le quartier historique du Fort de ceux du Centre et du Mouillage à Saint-Pierre, était initialement enjambée par un pont de bois unique, construit en 1642 par les Jésuites et leur permettant d'effectuer le trajet de leurs maisons de l'Habitation Perinelle, installée au nord de la cité, à leurs paroisses des quartiers sud. 
Ces derniers expulsés des Antilles en 1762, une ordonnance du gouverneur d’Ennery, prise le 18 novembre 1765, décide de la construction d'un nouveau pont de pierre remplaçant le pont de bois afin de faciliter les transports de la grande halle du port à la rive droite et relier ainsi le quartier du Mouillage à celui du Fort. Sa réalisation est confiée au frère de la Charité Cléophas Danton qui l'élève en 1766 avec la contribution financière volontaire des Pierrotins. 
De part et d'autre de ce pont s'étire la très longue rue Royale, qui traverse tout Saint-Pierre du nord au sud en reliant les quartiers du Fort et du Mouillage. 
Son arche unique surbaissée qui enjambe la rivière Roxelane, où s'activent les blanchisseuses, devient vite au XVIIIe siècle l'un des lieux privilégié des messieurs et le point de passage obligé des ragots et des commentaires les plus moqueurs (les « milans »). Au siècle suivant, ses parapets de pierre sont aussi le rendez-vous habituel des conteurs et « sénateurs » autour desquels chaque soir, dès sept heures, des groupes se pressent pour commenter les événements du jour, puis écouter les histoires des conteurs. C'est aussi le lieu où s'affrontent pendant le carnaval les diables rouges du Fort et du Mouillage.
Le pont est construit si solidement qu'il est un des rares édifices à résister à l'éruption de la montagne Pelée en 1902 qui ravage Saint-Pierre, ne perdant que ses parapets de pierre. Avant l'éruption, on pouvait encore y lire sur le parapet du côté faisant face à la mer l'inscription suivante gravée sur une plaque de marbre : L'an MDCCLXVI du règne de Louis XV, ce pont a été construit sous le généralat du comte d'Ennery et l'intendance du président Thomassin de Peynier par les soins et sous la direction du frère Cléophas Danton, religieux de la Charité, qui a rendu ce service au public aux dépens des paroisses du Fort, du Mouillage et du Prêcheur. À droite et à gauche de l'inscription étaient gravés les écussons du comte d'Ennery et du président Louis de Thomassin de Peynier.

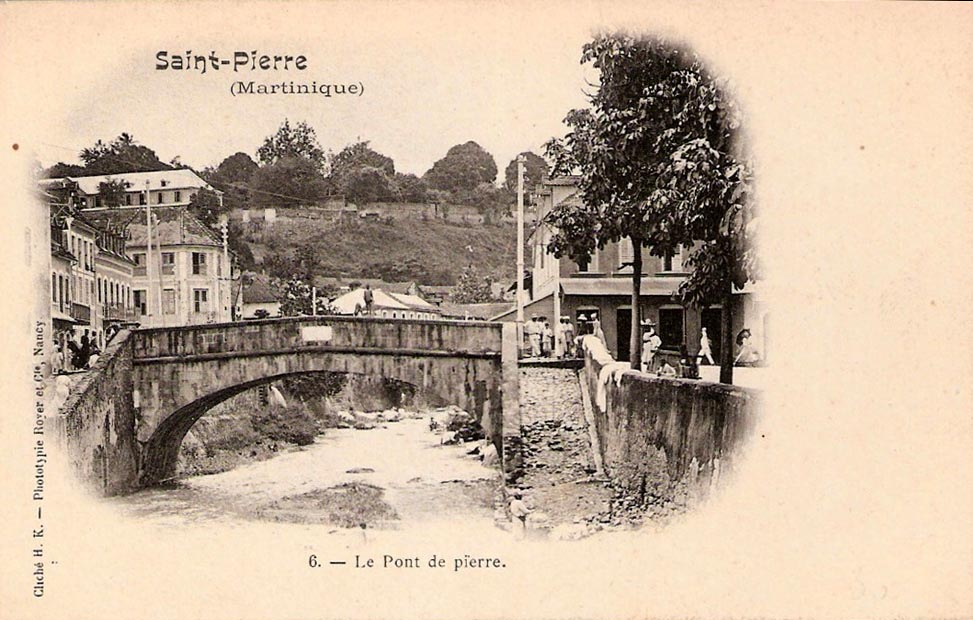
Le pont Roche en 1900
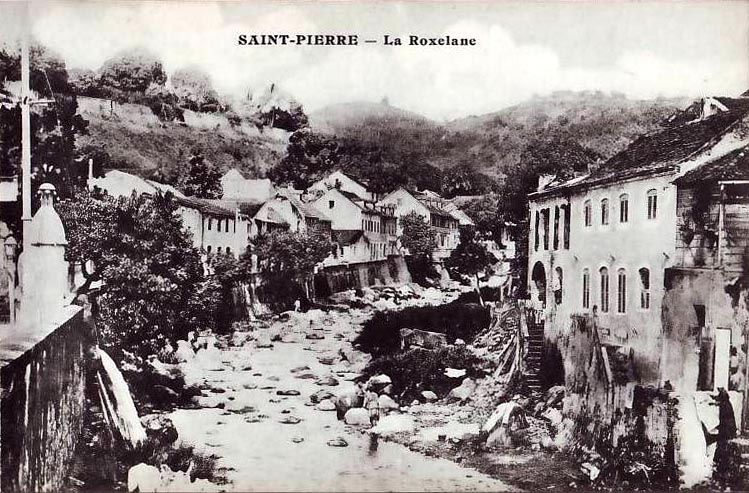
La Roxelane avec les blanchisseuses vue du Pont Roche.
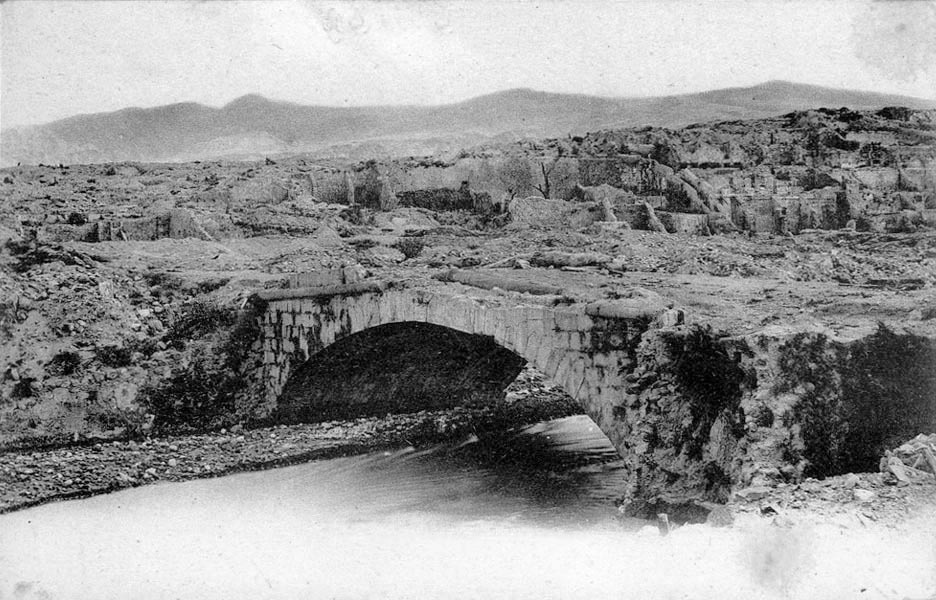
Le Pont Roche et le quartier du Fort après l'éruption de la montagne Pelée du 8 mai 1902.

Le Pont Roche est inscrit à l'inventaire supplémentaire des monuments historiques par arrêté du 22 juillet 1980.

## Description
Le Pont Roche est construit en pierres de taille, chaux et sable. Il est long de dix mètres environ et fait d'une seule arche surbaissée. Il comporte une travée plate ainsi que des butées d'une remarquable épaisseur.